# نادي بافوس
نادي بافوس لكرة القدم (باليونانية: .Πάφος F.C)‏ هو نادي كرة قدم قبرصي من مدينة بافوس، تأسس النادي في عام 2014.

## وصلات خارجية
- الموقع الرسمي